# Yulia Marfutova
Yulia Marfutova (* 1988 in Moskau; eigentlich Yulia Mevissen) ist eine deutsche Schriftstellerin.

## Leben
Abseits ihrer Karriere als Schriftstellerin trat Yulia Marfutova unter dem Namen Yulia Mevissen in Erscheinung. Von 2007 bis 2012 studierte sie Germanistik und Geschichte an der Humboldt-Universität zu Berlin, die sie mit einem Master verließ. Dabei wurde sie durch ein Stipendium der Studienstiftung des deutschen Volkes unterstützt.
Im Oktober 2013 wechselte sie für ihre Promotion von der HU Berlin an die Westfälische Wilhelms-Universität Münster, wo sie eine Doktorarbeit zum Thema Der dramatische Modus von Brief- und Dialogromanen des 18. Jahrhunderts erfolgreich abschloss. Während ihrer Promotion erhielt Mevissen ein Stipendium des DFG-Graduiertenkollegs Literarische Form. Geschichte und Kultur ästhetischer Modellbildung. Ab April 2014 wurde sie erneut durch die Studienstiftung des deutschen Volkes mit einem Promotionsstipendium (ideelle Förderung) unterstützt. Von Oktober 2014 bis März 2015 führte sie ein Forschungsaufenthalt ans King’s College London.
Nach Stationen in Berlin und Münster lebt sie mittlerweile in Boston. Dort arbeitet sie als deutschsprachige Dozentin am College of Liberal Arts der University of Massachusetts Boston.

## Werk
Gegen Ende der 2000er-Jahre machte Marfutova als Schriftstellerin auf sich aufmerksam. So gewann sie im Jahr 2007 einen Preis beim Wettbewerb zum Treffen junger Autoren, während ihr Gedicht Das Wiegenlied im Tagesspiegel veröffentlicht wurde. Auch publizierte sie Texte in Literaturzeitschriften wie umlaut (Jan, 2012) oder Anthologien wie Re-covered: neue deutschsprachige Prosa (Jan dreht einen Film und wird gesteuert, 2013).
Der Durchbruch als Schriftstellerin folgte mit ihrem Debütroman Der  Himmel vor hundert Jahren, der im Frühjahr 2021 vom Rowohlt Verlag veröffentlicht wurde. Das Buch handelt von den Einwohnern eines russischen Dorfes um das Jahr 1918, denen die Revolution 1917 und der Bürgerkrieg verborgen geblieben ist. Ihre „zeitlose Geschichte und [...] herausragendes Debüt“ gelangte auf die Longlist des Deutschen Buchpreises 2021 und brachte Marfutova im selben Jahr eine Nominierung für den Franz-Tumler-Preis ein. Bereits zuvor hatte sie für die Arbeit an dem Manuskript Der Himmel vor hundert Jahren und anderen Texten eine Vielzahl renommierter Preise und Stipendien erhalten. Ihr Romandebüt fand überwiegend Lob seitens der deutschsprachigen Literaturkritik.

## Veröffentlichungen (Auswahl)
- Der  Himmel vor hundert Jahren. Roman. Rowohlt, Hamburg 2021, ISBN 978-3-498-00189-6.
- Eine Chance ist ein höchstens spatzengroßer Vogel. Roman. Rowohlt, Hamburg 2025, ISBN 978-3-498-00769-0.

## Auszeichnungen und Nominierungen (Auswahl)
- 2007: Preisträgerin beim Wettbewerb zum Treffen junger Autoren[6]
- 2008: Stipendiatin der Stiftung Niedersachsen, Literatur Labor Wolfenbüttel[6]
- 2012: Stipendiatin des Klagenfurter Literaturkurses[13]
- 2013: Alfred-Döblin-Stipendium[14]
- 2014: Autorenwerkstatt Prosa des Literarischen Colloquiums Berlin[15]
- 2015: Schreibwerkstatt der Jürgen-Ponto-Stiftung, Edenkoben[16]
- 2017: Förderpreis Literatur der Gesellschaft zur Förderung der westfälischen Kulturarbeit (GWK)[17]
- 2018: Arbeitsstipendium der Berliner Senatsverwaltung für Kultur und Europa[18]
- 2018: Berliner Literaturstipendium des Literaturforums im Brecht-Haus[19]
- 2021: Nominierung für die Longlist des Deutschen Buchpreises (Der  Himmel vor hundert Jahren)
- 2021: Nominierung für den Franz-Tumler-Preis (Der  Himmel vor hundert Jahren)
- 2021: Debütpreis des Buddenbrookhauses (Der  Himmel vor hundert Jahren)[20]
- 2022: Friedrich-Hölderlin-Preis der Stadt Bad Homburg (Der  Himmel vor hundert Jahren)[21]